# Foldby Sogn
Foldby Sogn er et sogn i Favrskov Provsti (Århus Stift).
I 1800-tallet var Foldby Sogn anneks til Søften Sogn. Søften Sogn hørte til Vester Lisbjerg Herred, Foldby Sogn til Sabro Herred, begge i Aarhus Amt. Søften-Foldby sognekommune blev ved kommunalreformen i 1970 indlemmet i Hinnerup Kommune, der ved strukturreformen i 2007 indgik i Favrskov Kommune.
I Foldby Sogn ligger Foldby Kirke.
I sognet findes følgende autoriserede stednavne:
- Damsbro (bebyggelse)
- Folby (bebyggelse, ejerlav)
- Hovmark (bebyggelse)
- Højvang (bebyggelse)
- Klapskov (areal)
- Korsholm (bebyggelse)
- Lille Folby (bebyggelse)
- Norring (bebyggelse, ejerlav)
- Norring Vesterskov (areal)
- Norringure (areal, bebyggelse)
- Nørreris Skov (areal)
- Risgårde (bebyggelse)
- Røjen (bebyggelse)
- Solkær (bebyggelse)
- Sønderskov (bebyggelse)
- Tinning (bebyggelse, ejerlav)
- Tinning Hede (bebyggelse)
- Tinning Mose (bebyggelse)
- Tinning Skov (areal)
- Østerris (bebyggelse)